# Mark Twain y yo
Mark Twain y yo (título original: Mark Twain and Me) es un telefilme canadiense-estadounidense de drama y biografía de 1991, dirigido por Daniel Petrie, escrito por Cynthia Whitcomb y basado en un libro de Dorothy Quick, musicalizado por Laurence Rosenthal, en la fotografía estuvo François Protat y los protagonistas son Jason Robards, Talia Shire y R.H. Thomson, entre otros. Este largometraje fue producido por Chilmark Productions y Walt Disney Television; se estrenó el 22 de noviembre de 1991.

## Sinopsis
Trata acerca de Dorothy Quick, una joven que genera una amistad con el célebre escritor Mark Twain, esto sucede a lo largo de los últimos años de su vida.